# ترجان (سقز)
قرية ترجان (بالكردية: تورجان) هي إحدى القرى التابعة لـترجان في ريف قسم مركزي من مقاطعة سقز، في محافظة كردستان الإيرانية.

## السكان
حسب إحصاءات سنة 2006، بلغ إجمالي السكان في ترجان 780 نسمة وعدد المساكن 159 مسكن. لغة سكان ترجان هي اللغة الكردية و هم من أهل السنة والجماعة والمذهب الشافعي.